# Onthophagus kapitensis
Onthophagus kapitensis là một loài bọ cánh cứng trong họ Bọ hung (Scarabaeidae).